# Поульсен, Ким
Ким Поульсен (дат. Kim Poulsen; 22 марта 1959, Сённерборг, Дания) — датский футбольный тренер.

## Карьера
В качестве футболиста выступал за любительские команды. В раннем возрасте начал тренерскую карьеру. В Дании Поульсен наибольших успехов добился с «Виборгом», который он привел к победе в Кубке страны. Также тренер работал с «Силькеборгом».
Также специалист работал в Сингапуре и в Танзании. В феврале 2021 года датчанин во второй раз возглавил сборную африканского государства.

## Достижения
- Обладатель Кубка Дании: 1999/00
- Обладатель Суперкубка Дании: 2000